# Ульяновский филиал ИРЭ РАН
Ульяновский филиал Федерального государственного бюджетного учреждения науки Института радиотехники и электроники им. В.А.Котельникова Российской академии наук - научно-исследовательское учреждение РАН в Ульяновске.
Основные задачи учреждения: проведение фундаментальных исследований в области радиотехники, волоконной оптики, оптоэлектроники, а также выполнение прикладных исследований по созданию новой техники. Филиал имеет важное значение для Ульяновска как единственное в городе научное учреждение РАН.

## История

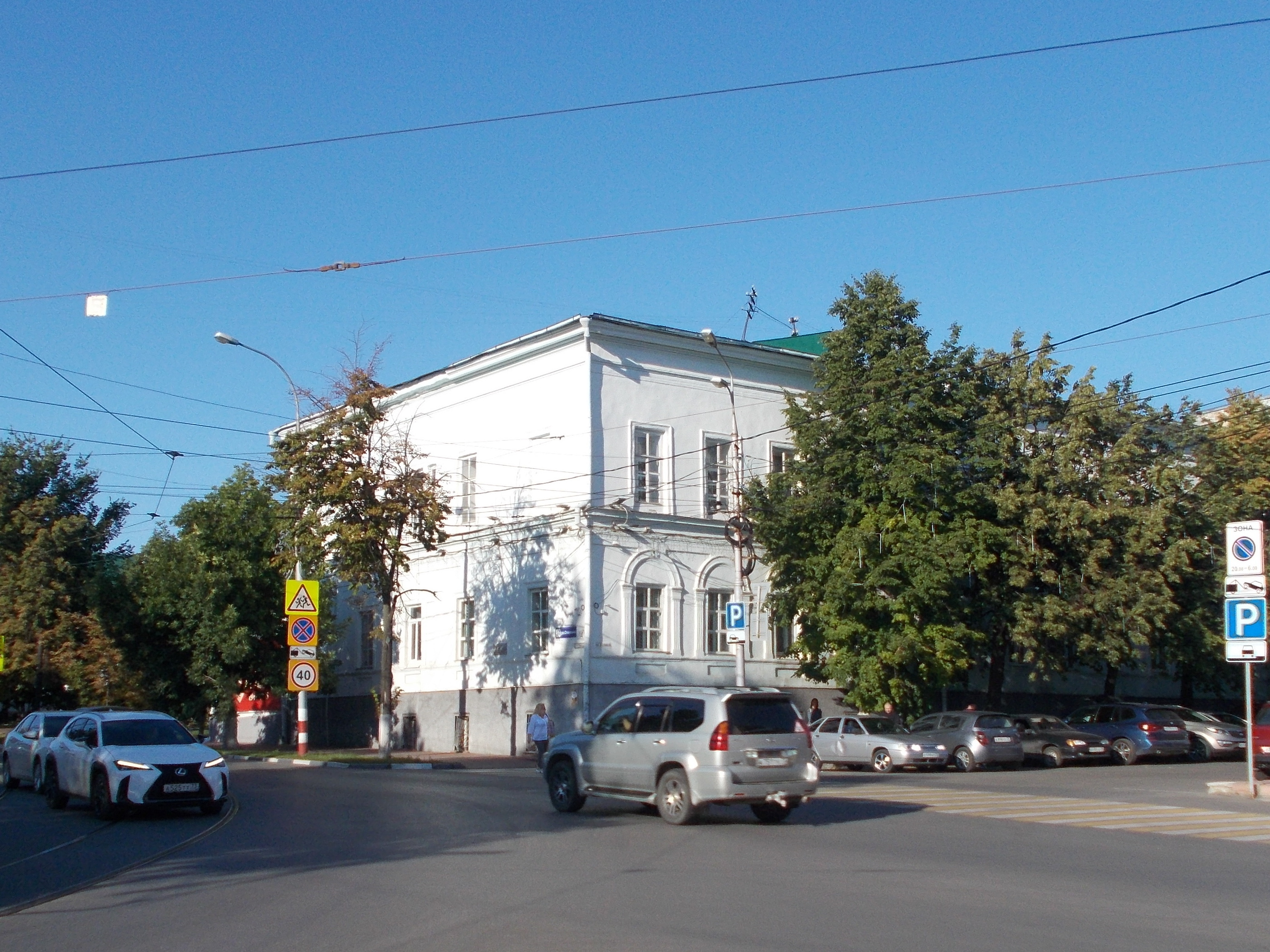
Здание, где с 1992 г. размещались исследовательские лаборатории. Ульяновск, ул. Спасская, 14

История УФИРЭ им. В.А. Котельникова РАН началась с создания в Ульяновске в 1986 г. по инициативе академика В. А. Котельникова лаборатории световодной техники Саратовского филиала ИРЭ АН СССР. Руководил созданием лаборатории академик Ю. В. Гуляев. Возглавил лабораторию к. т. н. А. А. Широков. На начальном этапе была демонтирована во Фрязинской части ИРЭ АН СССР, перевезена в Ульяновск и пущена в опытную эксплуатацию установка по вытяжке световолокна. В 1990 г. лаборатория преобразована в филиал Института радиотехники и электроники АН СССР.
Для подготовки специалистов в области применения опто- и наноэлементов, систем и технологий в 2006 году в учреждении создана базовая кафедра Радиотехнического факультета Ульяновского государственного технического университета - «Радиотехника, опто- и наноэлектроника».
УФИРЭ им. В.А. Котельникова РАН выступает в качестве ведущей организации при защите диссертаций в диссертационных советах Ульяновска, Волгограда, Нижнего Новгорода, Санкт-Петербурга и других городов. Сотрудники учреждения регулярно награждаются благодарственными письмами и почётными грамотами губернатора Ульяновской области.
По результатам исследований, проводившихся в филиале, опубликовано за годы его существования (данные на 2020 г.) более 1500 статей в рецензируемых журналах, сделано около 1000 докладов на научных конференциях, получено более 65 авторских свидетельств СССР и патентов РФ на изобретения.

## Разработки
- Программное обеспечение «Программа идентификации и расчета параметров тепловой модели полупроводникового прибора». Предназначена для идентификации параметров тепловых RC-цепей полупроводниковых приборов по частотным зависимостям модуля и фазы теплового импеданса[16].
- Аппаратно-программный комплекс для измерения вероятностных характеристик низкочастотного шума светодиодов[17].
- Анализатор низкотемпературных свойств нефтепродуктов «ИРЭН 2.5»[17] и др.

## Ежегодная научная конференция
Филиал ежегодно выступает организатором Всероссийской молодежной научной конференции «Актуальные проблемы физической и функциональной электроники». Оргвзнос для участников отсутствует, а сборник материалов конференции индексируется в базе данных РИНЦ.